# Александар Богориди
Александар Богориди (буг. княз Александър (Алеко) Стефанов Богориди, тур. Aleko Paşa, грч. Αλέξανδρος Βογορίδης; Истанбул, 5. април 1822 — 17. јул 1910) био је османски државник бугарског порекла.

## Биографија
Рођен је 1822. у Инстанбулу, као најмлађи син једне од најутицајнијих особа Османског царства — Стефана Богоридија и брат Николаја Вогоридија, који је постао истакнути молдавски политичар. Александар Богориди се школовао у грчкој школи у Цариграду и у Француској. Високо образовање из државног права стекао је у Немачкој. 
Био је на високим положајима државника у Османском царству: члан Државног савета, министар јавних радова, пошта и телеграфа, дипломатски агент у Молдавији, члан дипломатске мисије у Уједињеном Краљевству Велике Британије и Ирске и посланик у Аустроугарској (1876—1877).
После руско-турског рата и Берлинског споразума који је уследио уз заштиту руског цара Александра II Николајевича и уз сагласност великих сила, Александар Богориди је 13. марта 1879. именован за генералног гувернера Источне Румелије. Био је повезан са лидерима Либералне странке протераним из Кнежевине Бугарске, Петком Славејковом и Петком Каравеловим.
После абдикације принца Александра I Батенберга 1886. године, Александар Богориди био је један од кандидата за бугарски престо. Преминуо је 17. јула 1910. у Паризу.